# Ukrina
Ukrina är ett vattendrag i Bosnien och Hercegovina.   Det ligger i entiteten Republika Srpska, i den norra delen av landet, 140 km norr om huvudstaden Sarajevo.
I omgivningarna runt Ukrina växer i huvudsak blandskog. Runt Ukrina är det ganska tätbefolkat, med 65 invånare per kvadratkilometer.